# Dipseudopsis hulstaerti
Dipseudopsis hulstaerti är en nattsländeart som beskrevs av Navás 1933. Dipseudopsis hulstaerti ingår i släktet Dipseudopsis och familjen Dipseudopsidae. Inga underarter finns listade i Catalogue of Life.